# ديسكاريداز
الداي سكاريدازات عبارة عن هيدرولازات جليكوسيد، وهي إنزيمات تقوم بتكسير أنواع معينة من السكريات تسمى السكريات الثنائية إلى سكريات أبسط تسمى السكريات الأحادية. في جسم الإنسان، يتم تصنيع الداي سكاريدازات في الغالب في منطقة من جدار الأمعاء الدقيقة تسمى الحافة الفرشاتية ، مما يجعلهم جزء من مجموعة "إنزيمات الحافة الفرشاتية".
سيؤدي خلل جيني في أحد هذه الإنزيمات إلى عدم تحمل السكاريد، مثل عدم تحمل اللاكتوز أو عدم تحمل السكروز.

## أمثلة على الداي سكاريدازات
- اللكتاز (يكسر اللاكتوز إلى جلوكوز وجلاكتوز )
- المالتاز (يكسر المالتوز إلى 2 جلوكوز )
- السكراز (يكسر السكروز إلى جلوكوز وفركتوز )
- تريهالاز (يكسر تريهالوز إلى 2 جلوكوز )

للحصول على نظرة علمية شاملة عن السكاريدات المعوية الصغيرة، يمكن للمرء الرجوع إلى الفصل 75 من OMMBID. لمزيد من الموارد والمراجع عبر الإنترنت، راجع خطأ فطري في التمثيل الغذائي .